# Monistrol de Montserrat
Monistrol de Montserrat és una vila, cap del municipi del mateix nom, de la comarca del Bages. Està situat a l'extrem sud de la comarca, al límit amb el Baix Llobregat, l'Anoia i el Vallès Occidental.
Està situat sota mateix de Montserrat i formant part de la muntanya. El Riu Llobregat travessa el municipi i el divideix en 2, de manera que el poblat original és a la riba dreta i els nous desenvolupaments urbanístics recents (Monistrol-Residencial, El Pla, La Batanera...) al marge esquerre. Venint del sud, Monistrol és el primer poble de la comarca del Bages, a 15 km. de la capital de comarca, Manresa.
Limita al nord amb Castellbell i el Vilar, a l'est amb Vacarisses, a l'oest amb Marganell i El Bruc i al sud amb Esparreguera i Collbató.

## Història
Les primeres notícies del municipi es remunten a l'any 888 quan el comte Guifré el Pilós fa una donació al monestir de Ripoll que inclou algunes esglésies situades al cim i als peus de Montserrat. El nom Monasteriolum (Monistrol), però, no apareix fins al 942 en un document de compra que fa Cesari, fundador i primer abat de Santa Cecília.
Al segle xiv es crea la vila de Monistrol a l'entorn del pont i del palau prioral. Sota el priorat de Bernat Escarrer (1300-1322) s'inicià la construcció del pont, que es finalitza, juntament amb el palau prioral, essent prior Jaume de Vivers, primer senyor feudal de Monistrol (1348-1375). L'acabament de les obres coincideix amb l'arribada a Monistrol de la pesta negra, que comporta una disminució important de la població: dels 158 fogatges del 1358 es passa a 97 el 1378. Durant el segle xv Monistrol viu una profunda crisi, de la qual se'n surt al segle següent, sobretot gràcies a la febre constructora d'aquest període. Al segle xvii, Monistrol viu un notable creixement urbà, que té com a punts culminants la creació de la Plaça Pública, la Casa de la Vila i la Font Gran.
Durant el segle xviii, Monistrol experimenta un creixement demogràfic gràcies al desenvolupament agrícola, urbanístic i industrial de la vila. L'any 1787 s'arriba a la xifra de 1.341 habitants. La industrialització del segle xix arriba també amb força a Monistrol, fet que produeix un nou augment de la població que se situa en 2.332 habitants a final de segle. L'increment de l'activitat tèxtil i les obres que es fan entre 1920 i 1930 per fer arribar a Monistrol la carretera de Manresa i els Ferrocarrils Catalans dona una nova empenta a la vila que arriba als 3.497 habitants l'any 1935. Aviat, però, els estralls de la guerra fa abaixar el nombre d'habitants fins a 2.299 l'any 1950. La represa de l'activitat industrial, l'arribada cap a la fi dels anys cinquanta del segle xx d'una onada immigratòria procedent del sud d'Espanya, la instal·lació de noves indústries i les necessitats sorgides a l'entorn del monestir han retornat a Monistrol un ritme estable d'activitat, que obre bones perspectives de cara al futur més immediat.

### Monistrol de Montserrat a la Guerra de Successió Espanyola
El 9 de maig de 1714, dins del marc de la Guerra de Successió Espanyola hi va haver 500 soldats de l'exèrcit borbònic que provenien de Martorell que van atacar Esparreguera, població en la qual el coronel Ermengol Amill hi estava reclutant voluntaris. Aquest, quan va ésser alertat, es va reunir amb les tropes del marquès del Poal que venien d'Olesa de Montserrat i van emboscar l'exèrcit borbònic a la riba del Llobregat. En aquesta batalla van aconseguir que la cavalleria borbònica es retirés i patís seixanta-sis baixes i que dues companyies valones es refugiessin al mas Magarola. Durant la nit, els paisans catalans van incendiar les portes del mas i van obligar que els borbònics es rendissin i que aquests tinguessin disset morts i cinquanta-nou fossin fets presoners. El dia 10 de maig l'exèrcit borbònic va obtenir reforços comandats per José Carrillo de Albornoz, comte de Montemar amb 2000 soldats al Monserratí. Això va provocar que les tropes catalanes es refugiessin a Monistrol de Montserrat i que els borbònics saquegessin Esparreguera i cremessin algunes cases dels dos pobles.
Durant els actes de celebració del Tricentenari de la Guerra de Successió, Monistrol de Montserrat és un dels municipis que ha estat escollit per ser a la llista de la Ruta 1714 com a vila cremada.

## Administració
| Període     | Alcalde o alcaldessa                               | Partit polític | Data de possessió | Observacions |
| ----------- | -------------------------------------------------- | -------------- | ----------------- | ------------ |
| 1979–1983   | Joan Borrell Creus                                 | Independent    | 19/04/1979        | --           |
| 1983–1987   | Pedro Llados Vela                                  | Independent    | 28/05/1983        | --           |
| 1987–1991   | Josep Janer i Subirana / Ma. Angels Queralto Cases | PP / CIU       | 30/06/1987        | --           |
| 1991–1995   | Ma. Angels Queralto Cases                          | CIU            | 15/06/1991        | --           |
| 1995–1999   | Ma. Angels Queralto Cases                          | CIU            | 17/06/1995        | --           |
| 1999–2003   | Ma. Angels Queralto Cases                          | CIU            | 03/07/1999        | --           |
| 2003–2007   | Joan Miquel Rodríguez                              | ERC            | 14/06/2003        | --           |
| 2007–2011   | Joan Miquel Rodríguez                              | ERC            | 16/06/2007        | --           |
| 2011–2015   | Joan Miquel Rodríguez                              | ERC            | 11/06/2011        | --           |
| 2015–2019   | Joan Miquel Rodríguez                              | ERC            | 13/06/2015        | --           |
| 2019-2023   | Joan Miquel Rodríguez                              | ERC            | 15/06/2019        | --           |
| Des de 2023 | Núria Carreras Povill                              | PP             | 17/06/2023        | --           |